# Anfiblastula
L'anfiblastula è la forma larvale delle spugne (Porifera) appartenenti alla classe Calcarea.
Possiede un polo con cellule flagellate dette micromeri, e un polo di cellule più grandi, arrotondate ma aflagellate dette macromeri. I micromeri esterni flagellati migreranno verso l'interno e diventeranno i coanociti che tappezzano spongocele e camere coanocitarie (tipo Leucon). La larva si fissa sul substrato e metamorfosa in adulto sessile.